# Ефимова, Надежда Петровна
Надежда Петровна Ефимова (7 декабря 1909, Москва — 4 октября 1961, Москва) — советская актриса театра и кино.

## Биография
Родилась 7 декабря 1909 года в Москве Российской империи в семье отца, который трудился техническим редактором в издательстве «Искусство» и матери, которая являлась домашней хозяйкой. В доме воспитывалось трое детей, две дочери и сын. 
В 1930 году Ефимова окончила школу, после чего поступила работать слесарем на Московский элементный завод военной связи «Мосэлемент». В 1931 году после того, как не нашла в работе ничего интересного, сменила профессию на артистическую. Первым делом поступила в школу Камерного театра, которую окончила в 1935 году, но в нём так и не осталась и ушла играть в драматическую студию Московского энергетического института, в котором играла два года. 
В 1937 году началась её кинокарьера, Ефимова была принята в актёрский штат киностудии «Мосфильм». С началом Великой Отечественной войны, Мосфильм был эвакуирован в Алма-Ату, но Ефимова осталась работать в Москве. Работала Надежда Петровна в качестве актрисы по обслуживанию частей Красной армии при групповом комитете Всесоюзного профессионального союза работников искусств, а также в управлении Народного комиссариата государственной безопасности СССР города Москвы и Московской области. После возвращения Мосфильма на родину, Надежда Петровна восстановилась в состав. В 1947 году попала под сокращение, с 1951 – 1955 годы служила в одном из настольных театров, а также работала по договорам в кино. 
Скончалась 4 октября 1961 года в Москве. Похоронена на Ваганьковском кладбище. 

## Личная жизнь
- Была замужем за Алексеем Ивановичем Клебаевым, участником Великой Отечественной войны[1].

## Фильмография
- 1939 — Девушка с характером — участие
- 1939 — Трактористы — трактористка
- 1940 — Бабы — Мотька
- 1941 — Свинарка и пастух — подруга Глаши
- 1944 — Свадьба — гостья
- 1946 — Освобождённая земля — колхозница
- 1952 — Ревизор — жена Бобчинского
- 1957 — На графских развалинах — торговка
- 1957 — Случай на шахте восемь — участие
- 1958 — Девушка с гитарой — покупательница
- 1958 — Трое вышли из леса — медсестра
- 1959 — В нашем городе — соседка
- 1959 — Заре навстречу — дама с цветком
- 1959 — Люди на мосту — машинистка
- 1960 — Чудотворная — верующая
- 1961 — Зелёный патруль — Павлова

## Оценочные мнения
- После принятия на киностудию Мосфильм, Ефимова использовалась как характерно-комедийная актриса в эпизодических ролях[1]. Со слов киноведа Алексея Тремасова, Надежда  Петровна являлась маленького роста, круглолицей, которая в свою очередь умудрялась быть интересной даже в крохотных появлениях[1]. По мнению Тремасова, их (ролей) было немного, но вполне достаточно для того, чтобы запомниться на долгие годы[1].